# Yonfan
Yonfan (楊凡S; Wuhan, 14 ottobre 1947) è un regista, sceneggiatore e fotografo hongkonghese.
Ha vinto il premio Osella per la migliore sceneggiatura alla 76ª Mostra internazionale d'arte cinematografica di Venezia del 2019 per il film Jìyuántái qīhào.

## Filmografia
- Shao nu ri ji (少女日記, 1984)
- Mei gui de gu shi (玫瑰的故事, 1986)
- Hai shang hua (海上花, 1986)
- Yi luan qing mi (意亂情迷, 1987)
- Liu jin sui yue (流金歲月, 1988)
- Zhu fu (祝福, 1990)
- Xīn tóngjū shídài (新同居時代, 1994)
- Yao jie huang hou (妖街皇后, 1995)
- Bishonen (美少年の戀, 1998)
- Peony Pavilion (遊園驚夢, 2001)
- Feng guan qing shi (鳳冠情事, 2003)
- Toh sik (桃色, 2004)
- Lei wangzi (淚王子, 2009)
- Jìyuántái qīhào (繼園臺七號, 2019)